# Punktowe mocowanie szkła

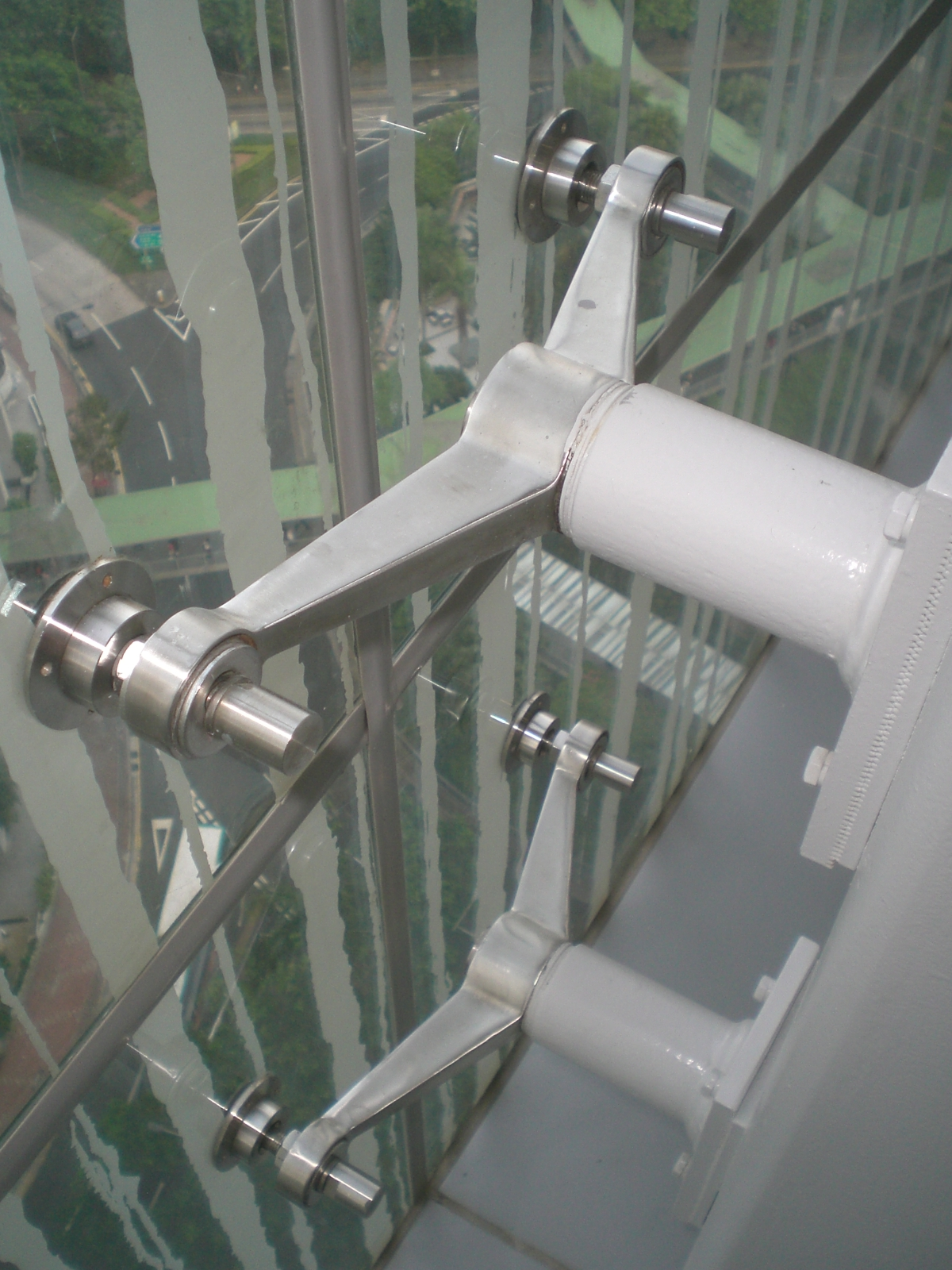
Zamocowane punktowo szyby

Punktowe mocowanie szkła – mocowanie tafli szkła za pomocą stalowych łączników. Metodą tą wykonuje się zadaszenia, elewacje oraz balustrady, uzyskując duży stopień przeszklenia przy małej ilości elementów konstrukcji, gdyż używane szkło bezpieczne (hartowane lub laminowane) stanowi element konstrukcji nośnej. Zróżnicowane kształty i rodzaje łączników pozwalają uzyskać praktycznie dowolny kształt konstrukcji.
Prekursorem tej techniki była firma Pilkington, która zapoczątkowała wykonywanie konstrukcji w tej technologii w latach 60. poprzedniego stulecia.

## Mocowanie elementów

### Przelotowe

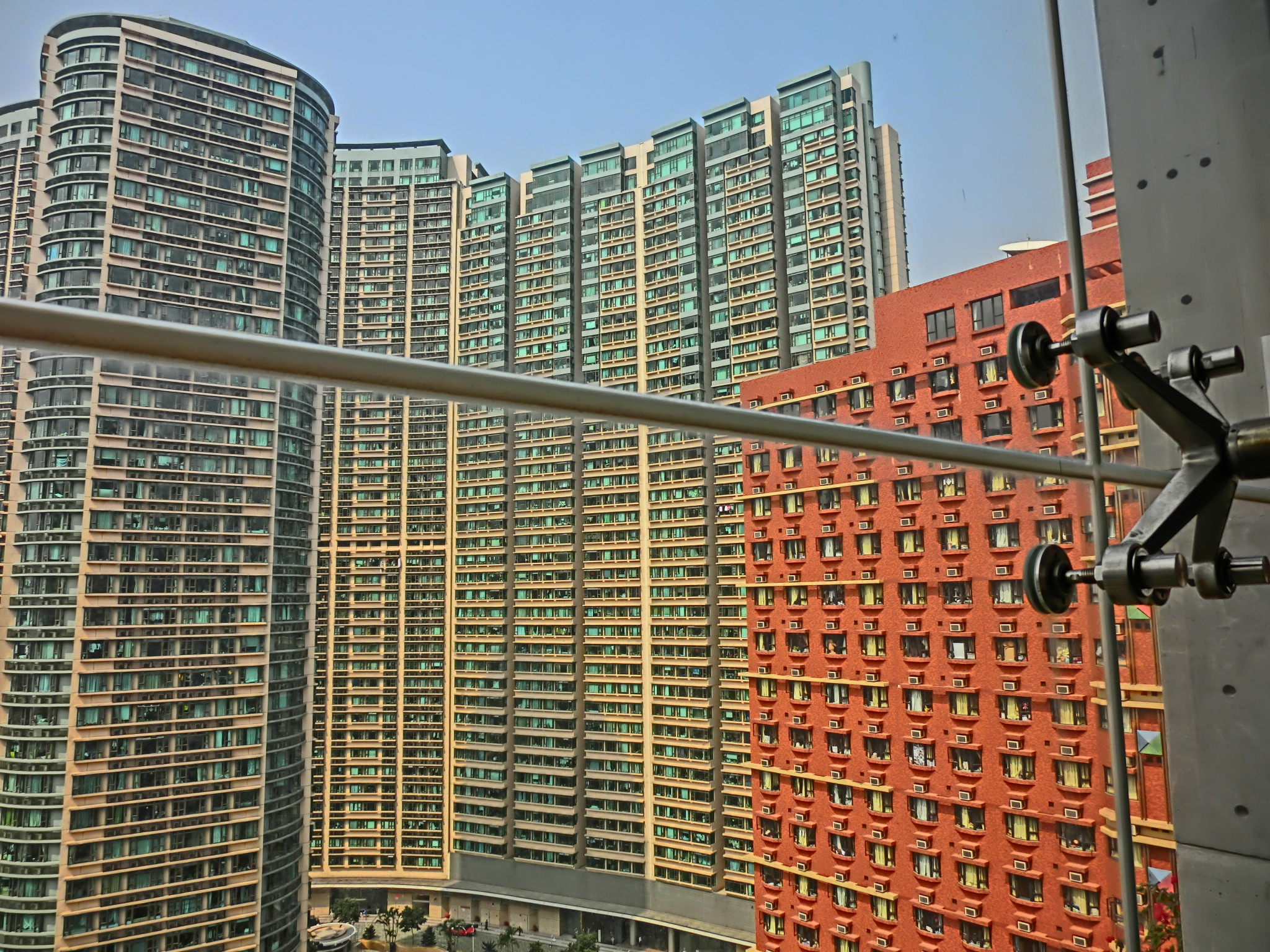
Szyby połączone czteroramiennym "pająkiem"

Zamocowanie wymaga wykonanie otworu w tafli szkła, w którym umieszcza się łącznik przy użyciu nakrętek i śrub. Stosuje się najczęściej cztery lub sześć mocowań na krawędziach elementu i na narożach. Łączniki mogą umożliwiać nieznaczny obrót i wychylenie szkła w celu wyeliminowania naprężeń w okolicy mocowania spowodowanych np. parciem wiatru. Przemieszczenie umożliwia amortyzator z kauczuku silikonowego lub specjalnie ukształtowana metalowa głowica (tzw. rotula). Łączniki składają się z czterech, dwóch lub jednego ramienia zakończonego złączem śrubowym, takie elementy potocznie nazywane są pająkami.

### Nieprzelotowe
Rzadziej stosowany sposób łączenia, stosowany w ścianach osłonowych. Mocowanie występuje na krawędziach sąsiadujących elementów przy użyciu tzw. rozet lub pierścieni. Brak konieczności wiercenia otworów ułatwia i przyspiesza wykonanie konstrukcji jednak konieczne jest wypełnienie szczelin między taflami szkła. Bezpośredni kontakt metalu i szkła jest wykluczony głównie przez stosowanie uszczelek.

### Klejone
Nowatorskim rozwiązaniem jest przytwierdzenie metalowego łącznika do szkła przy użyciu kleju silikonowego. Tym sposobem eliminuje się konieczność wiercenia otworu a na złączu nie tworzy się mostek termiczny. Łącznik nie ma bezpośredniego kontaktu z opadami atmosferycznymi oraz poprawiona jest estetyka mocowania.

## Konstrukcje z punktowym mocowaniem szkła

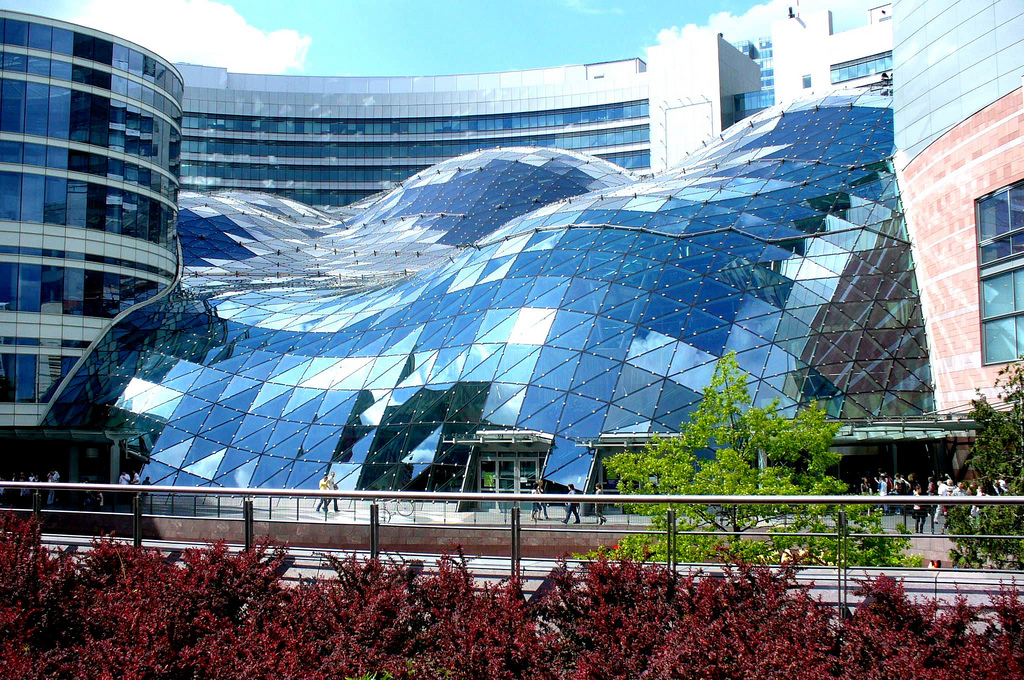
Złote Tarasy w Warszawie

- Szklane zadaszenie dziedzińca obiektu biurowo-usługowego TIMES we Wrocławiu[6];
- Szklany dach Złotych Tarasów w Warszawie[7];
- Fasada Sea Towers w Gdyni[7].